# Colombar commandeur
Treron phoenicopterus
Pour les articles homonymes, voir Commandeur (homonymie).
Espèce
Synonymes
- Treron phoenicoptera

Statut de conservation UICN

 LC  : Préoccupation mineure
Le Colombar commandeur (Treron phoenicopterus) est une espèce d’oiseaux appartenant à la famille des Columbidae.

## Répartition et sous-espèces
Selon la classification de référence du Congrès ornithologique international (15.1, 2025) il se répartit en cinq sous-espèces :
- T. p. phoenicopterus (Latham, 1790) — de l'est du Pakistan au nord-est de l'Inde ;
- T. p. chlorigaster (Blyth, 1843) — Inde ;
- T. p. phillipsi Ripley, 1949 — Sri Lanka ;
- T. p. viridifrons Blyth, 1846 — ouest du Yunnan, Birmanie et nord de la Thaïlande ;
- T. p. annamensis (Ogilvie-Grant, 1909) — est de la Thaïlande, Cambodge, sud du Laos et du Viêt Nam.